# 1716 az irodalomban
Az 1716. év az irodalomban.

## Új művek

### Fordítások

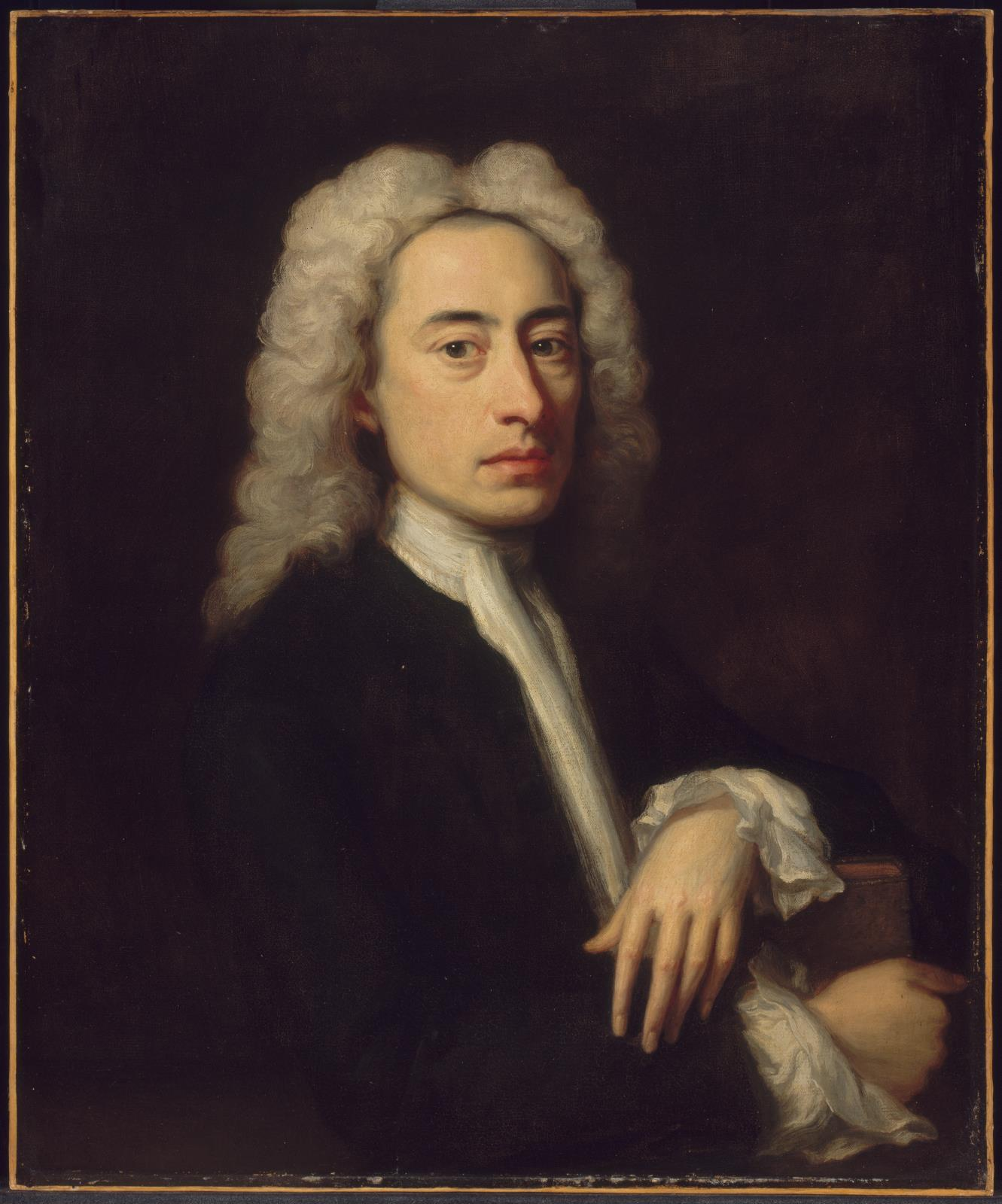
Alexander Pope

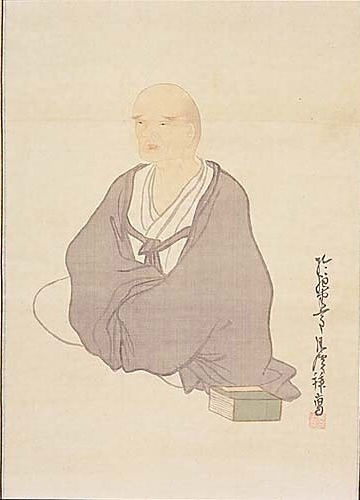
Josza Buszon

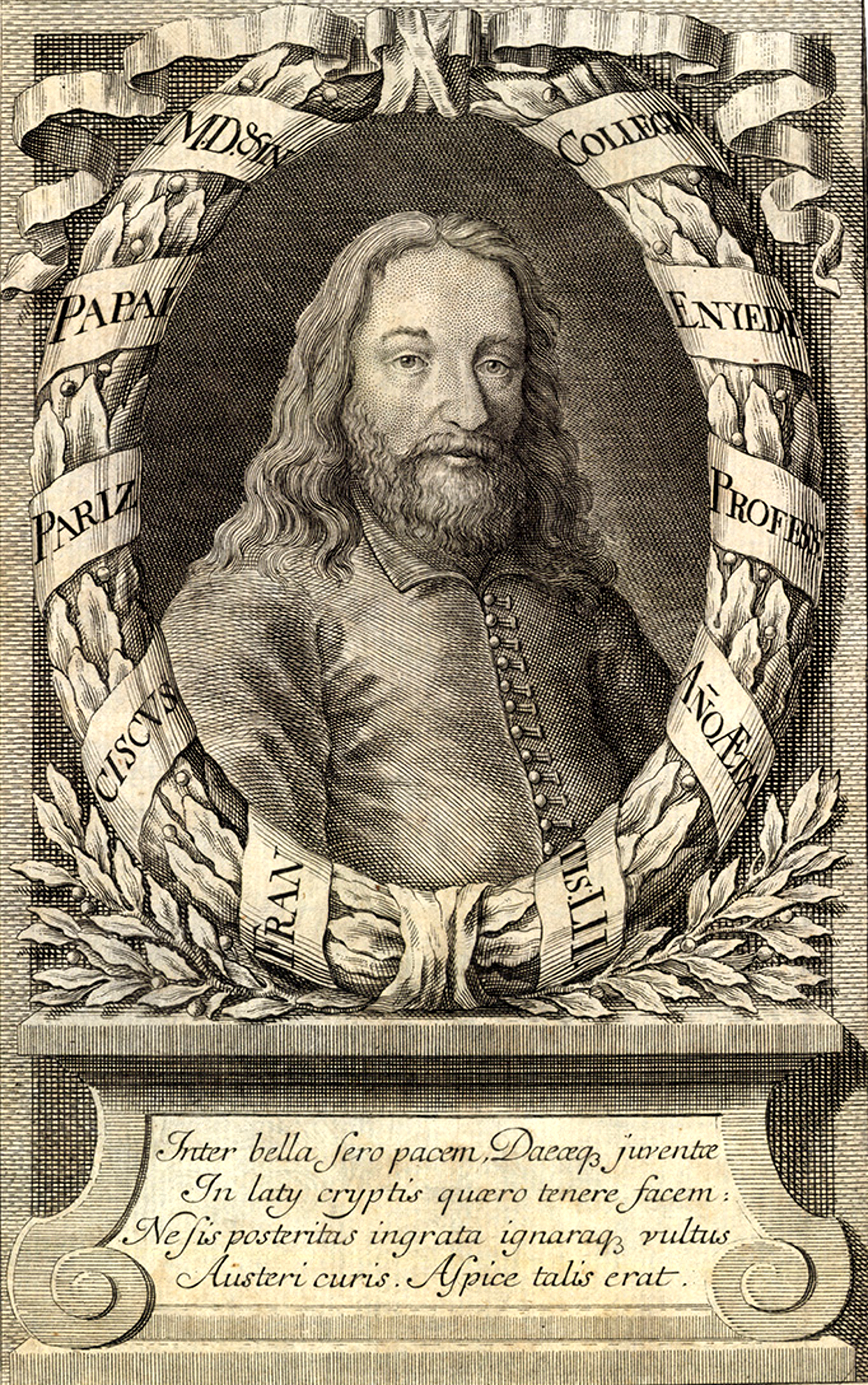
Pápai Páriz Ferenc

- Alexander Pope angol költő Homérosz Iliaszát fordítja; az első rész (1–4. könyv) 1715-ben, az 5–8. könyv ebben az évben, a befejező rész (22–24. könyv) 1720-ban jelenik meg.

## Születések
- január 20. – Jean-Jacques Barthélemy francia régiségbúvár, író († 1795)
- december 15. – Olof Celsius svéd történetíró és költő, műfordító († 1794)
- december 25. – Johann Jakob Reiske német filológus és orientalista († 1774)
- december 26. – Thomas Gray angol költő, a klasszikus kor tudósa († 1771)
- 1716 – Josza Buszon vagy Josza no Buszon japán haiku-költő és festő, az Edo-kor egyik legnagyobb költője († 1784)

## Halálozások
- január 1. – William Wycherley angol drámaíró (* 1641)
- szeptember 10. – Pápai Páriz Ferenc tanár, az orvoslás és a filozófia doktora; Latin-magyar szótárának (1708) hatása nagy mértékben befolyásolta az irodalmi nyelv alakulását (* 1649)
- október 27. – Bethlen Miklós erdélyi államférfi, író; a főnemesi politikus-irodalom képviselője (* 1642)
- november 14. – Gottfried Wilhelm Leibniz német polihisztor: jogász, diplomata, történész, matematikus, fizikus és filozófus (* 1646)